# Khartūt
Khartūt (persiska: خرتوت) är en ort i Iran.   Den ligger i provinsen Nordkhorasan, i den nordöstra delen av landet, 500 km nordost om huvudstaden Teheran. Khartūt ligger 692 meter över havet och antalet invånare är 586.
Terrängen runt Khartūt är kuperad österut, men västerut är den platt.Runt Khartūt är det ganska glesbefolkat, med 27 invånare per kvadratkilometer. Närmaste större samhälle är Amānlī, 8,8 km öster om Khartūt. Trakten runt Khartūt består i huvudsak av gräsmarker.